# Paratorna
Paratorna es un género de polillas tortrícidas categorizado en la tribu Tortricini, de la subfamilia Tortricinae. Fue descrito por Edward Meyrick en 1907.

## Especies
- Paratorna catenulella (Christoph, 1882)
- Paratorna cuprescens Falkovitsh, 1965
- Paratorna dorcas Meyrick, 1907
- Paratorna fenestralis Razowski, 1964
- Paratorna pterofulva Liu y Bai, 1988
- Paratorna pteropolia Liu y Bai, 1988
- Paratorna schintlmeisteri Razowski, 1991
- Paratorna seriepuncta (Christoph, 1882)